# Comarques de Navarra
La Comunitat Foral de Navarra es divideix en 12 comarques —anomenades eskualdeak en basc i comarcas en castellà—, que són figures jurídiques constituïdes com a divisions administratives locals dissenyades per proporcionar serveis locals de proximitat. Segueixen les antigues divisions del Regne de Navarra, que inclouen figures com la merindad o l'almiradio. Actualment, Navarra es divideix en 12 comarques i 4 subcomarques des de la Llei Foral 04/2019 aprovada pel govern d'Uxue Barkos el 2019. No obstant això, el procés de dissolució de les antigues entitats i la creació de les noves va ser detingut pel següent govern de Maria Chivite, fent que avui encara no s'ha completat, encara que les comarques existeixen oficialment.

## 2019-avui
La distribució actual va ser aprovada pel govern d'Uxue Barkos a través de la Llei Foral 04/2019, dividint Navarra en 12 comarques i 4 subcomarques:
| Mapa | Legenda |
| ---- | --- |
|      | \| \| Baztan-Bidasoa \| \| \| Erdialdea \| \| \| Erribera \| \| \| Erriberagoiena \| \| \| Estellerria \| \| \| Montejurra \| \| \| Estellerriko Erribera \| \| \| Iruñerria \| \| \| Metropolialdea \| \| \| Ibarrak \| \| \| Izarbeibar-Novenera \| \| \| Larraun-Leitzaldea \| \| \| Pirinioak \| \| \| Pirinioaurrea \| \| \| Sakana \| \| \| Zangozerria \| |
|      | Baztan-Bidasoa |
|      | Erdialdea |
|      | Erribera |
|      | Erriberagoiena |
|      | Estellerria |
|      | Montejurra |
|      | Estellerriko Erribera |
|      | Iruñerria |
|      | Metropolialdea |
|      | Ibarrak |
|      | Izarbeibar-Novenera |
|      | Larraun-Leitzaldea |
|      | Pirinioak |
|      | Pirinioaurrea |
|      | Sakana |
|      | Zangozerria |

## 2000-2019
Fins al 2019 la divisió es va fer seguint la "Zonificació Navarra 2000" aprovat el 2000, que era així: